# Лахонци
Лахонци (на словенски: Lahonci) е село в Словения, Подравски регион, община Ормож. Според Националната статистическа служба на Република Словения през 2015 г. селото има 334 жители.